# Cattedrale di Soletta
La cattedrale di Sant'Orso e San Vittore, anche nota come cattedrale di Soletta (in tedesco St. Ursenkathedrale), sito riconosciuto dalla Svizzera come patrimonio nazionale, è la chiesa cattolica maggiore di Soletta e cattedrale della diocesi di Basilea dal 1828.

## Storia

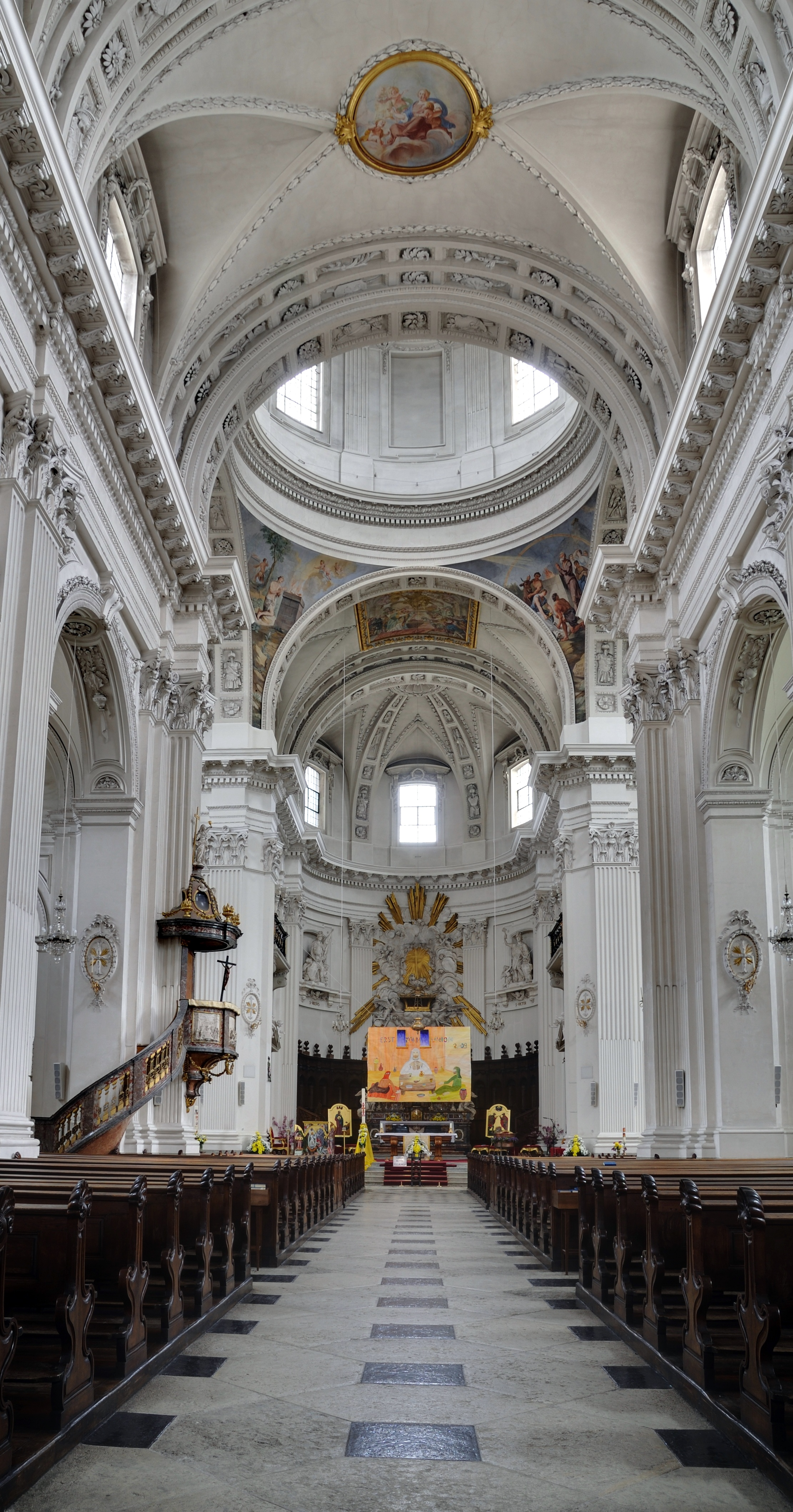
Veduta dell'interno.

Costruita (tra il 1762 e 1783) dall'architetto di Ascona Gaetano Matteo Pisoni, poi sostituito dal nipote Paolo Antonio Pisoni in stile Tardobarocco sul sito di una prima chiesa collegiata (data imprecisata fra il VI - X secolo), poi sostituita da una chiesa gotica (1294), divenne cattedrale (1828) al momento della creazione della diocesi di Basilea.
Danneggiata durante il terremoto del 1853, fu restaurata con qualche modifica importante e l'installazione di un impianto di riscaldamento nell'arco di quasi 60 anni: i lavori di ricostruzione finirono, infatti, nel 1917.
Ancora danneggiata (2011) per un incendio doloso, rimase chiusa per due anni.

## Esterni
Introdotta da una scenografica scalinata con statue di Mosè e Gedeone e una fontana in stile romano, la facciata ovest in stile neoclassico di pietra bianca del Giura, presenta la parte inferiore divisa in tre parti da colonne sormontate da pilastri e trabeazione e una parte superiore più piccola che continua la decorazione delle colonne, sormontata a sua volta da un frontone triangolare. Nella pietra spiccano le statue (1774-1775)  scultore Johann Baptist Babel che raffigurano Santo Stefano, San Carlo Borromeo, San Maurizio, Santa Verena, San Vittore, Sant'Orso, Santa Regola, San Felice, San Beato e Niklaus von Flue e San Pietro che accetta le chiavi della chiesa.
Sul lato nord del coro, si eleva il campanile con una cupola a cipolla. Delle 11 campane, 10 risalgono al periodo della costruzione della chiesa (1767-69), una dell'inizio del XX secolo (1901).

## Interni
L'interno a tre navate su forti pilastri ed elegante cupola all'incrocio del transetto, presenta una decorazione sobria di stucchi di Francesco Pozzi e tele di Domenico Corvi.
L'altare maggiore (2013) ha sostituito il precedente distrutto nell'incendio doloso del 2011. Il pulpito in marmi policromi (1772) fu realizzato seguendo i disegni del marmista di Vevey Jean-François Doret.
La chiesa possiede due organi, il primo (1975) in controfacciata con le canne a vista (1942), il secondo (1973) nel coro, più piccolo, ricostruito da Metzler Orgelbau.